# Henrique Andrade Silva
Henrique de Andrade Silva, auch unter Henrique bekannt (* 9. Mai 1985 in São Paulo), ist ein brasilianischer Fußballspieler.

## Karriere
Seine Karriere begann Henrique bei América Mineiro in Brasilien. Im Jahr 2003 wechselte er nach Europa und schloss sich Feyenoord Rotterdam in den Niederlanden an. Ein Jahr später kehrte er, ohne ein Spiel für die erste Mannschaft Rotterdams gemacht zu haben, zurück zu América Mineiro.
Zwischen 2004 und 2009 wurde er dreimal an andere brasilianische Vereine ausgeliehen. 2009 folgte eine kurze Leihe zum australischen Verein Brisbane Roar, wo er seinen verletzten Landsmann Reinaldo ersetzen sollte. Nach zwei Spielen war Trainer Frank Farina derartig begeistert von Henrique, dass dieser fest verpflichtet wurde. Nur vier Stunden nachdem der Transfer in trockenen Tüchern war debütierte er im A-League-Halbfinale gegen die Central Coast Mariners, das Brisbane mit 2:1 gewann.
Im Grand Final der Saison 2013/14 konnte Henrique in der Verlängerung den entscheiden Treffer zum 2:1-Sieg über die Western Sydney Wanderers erzielen.
Nach sieben Jahren in Brisbane verließ er den Verein im Sommer 2016 und ging zu Negeri Sembilan FA aus Malaysia. Dort blieb er nur zwei Monate, dann kehrte er nach Australien zurück und spielte sechs Monate für Adelaide United. Im Februar 2017 wechselte Henrique nach Thailand zu Chiangrai United. Für Chiangrai stand er in der Hinserie vierzehnmal auf dem Spielfeld. Nach der Hinserie wurde der Vertrag nicht verlängert. Von Juli 2017 bis Februar 2018 war er vertrags- und vereinslos. Ende Februar 2018 nahm ihn sein ehemaliger Verein Brisbane Roar wieder unter Vertrag. Für Brisbane absolvierte er 31 Spiele und schoss dabei sechs Tore. Von Juli 2019 bis März 2021 war er wieder vertragslos. Am 1. April 2021 nahm ihn der Brisbane City FC unter Vertrag.

## Erfolge
Brisbane Roar
- Australischer Meister: 2011, 2012, 2014